# Espace Arena
Die Espace Arena in Biglen ist die Sporthalle, in der die Unihockey Tigers ihre Heimspiele austragen.

## Geschichte
Die Espace Arena entstand durch die ein Projekt des Handballclubs BSC Grosshöchstetten. Durch die Grösse des Vereins und die zahlreichen Juniorenmannschaften genügte die Hallenkapazität in Grosshöchstetten dem Verein nicht mehr. Bereits 1997 erwog der Verein den Bau einer eigenen Sporthalle, jedoch scheiterte das Grossprojekt, da keine geeigneter Standort gefunden werden konnte. Die Zusammenarbeit mit mehreren umliegenden Sportvereinen, darunter auch die Lions Konolfingen, scheiterte ebenfalls. Im Februar 2000 fragten die Initianten die Gemeinde Biglen für den Bau der Sporthalle an. Die Kapazitäten in der Berner Gemeinde reichten noch aus. Die Hallensituationen, mit zwei kleineren Sporthallen, wurden aber nicht als optimal erachtet. Die Gemeinde befasste sich mit dem Bau einer eigenen Sportstätte, welche aber aus finanziellen Gründen nicht von den Bürgern goutiert wurde.
Das Anliegen der Initianten ermöglichte das Gespräch mit der Gemeinde. Unter der Bedingung, dass die Anlage für den Schulsport genutzt werden darf, stellte die Gemeinde dem Verein ein Grundstück mit Baurecht für 50 Jahre kostenlos zur Verfügung. Innert vier Wochen konnte der Verein ein Nutzungs- und Finanzierungskonzept erarbeiten und bereits im Voraus die Halle vermieten und den Eventbetrieb sicherstellen. Ein Jahr nach der Eröffnung wurde die Kapazitäten auf Grund des Handballbooms bereits wieder knapp.
Mit dem Tod des Hauptaktionärs der Espace Arena Emme AG, der gleichzeitig ein grosses Aktienpaket besass, musste die Organisation umgebaut werden. Beat Rüegsegger übernahm das Aktienpaket der Erbengemeinschaft und strukturierte den Betrieb um. Dafür gründete Rüegsegger die Espace Sport GmbH, welche die gesamte Halle mit den Räumlichkeiten mietete. Die Espace Sport GmbH ist für die Mietverträge der verschiedenen Sportvereine, Firmen, Gemeinden, Schulen und Veranstaltern zuständig. Seit 2014 wird der komplette Restaurationsbetrieb an die Unihockey Tigers verpachtet.

## Nutzung
Mit dem Zusammenschluss der Vereine BSC Grosshöchstetten und dem HBC Worb im Jahr 2005 entstand Espace Handball. Die Hallenkapazitäten konnten teils nach Worb ausgelagert werden.
Hauptnutzer der Espace Arena sind die Unihockey Tigers, welche deren Heimspiele in der Sporthalle austragen. Ebenfalls der Grossteil des Trainingsbetriebs wird in der Espace Arena absolviert.

## Erreichbarkeit
Die Espace Arena ist innert rund drei Minuten ab Bahnhof Biglen erreichbar und wird von Veranstaltern empfohlen, da das Parkplatzangebot mit 110 Plätzen nicht ausreichend ist.